# BitTorrentトラッカー
BitTorrentトラッカー（ビットトレントトラッカー、英: BitTorrent tracker）とは、BitTorrentプロトコルを用いてP2P通信を支援する特殊な種類のサーバである。
P2Pファイル共有において、エンドユーザーのPC上のソフトウェアクライアントがファイルを要求すると、ピアマシンに存在する要求されたファイルの一部がクライアントに送信され、それが再構成されて完全なファイルとなる。「トラッカー」サーバーは、ファイルのコピーがどのピアに存在しているか、それらのうちどれがクライアントの要求時点で利用可能であるかを記録し、ファイルの効率的な転送と再構成を調整する役割を担っている。すでにファイルのダウンロードを開始しているクライアントは、トラッカーと定期的に通信し、新たなピアとのより高速なファイル転送のために交渉を行い、ネットワークのパフォーマンス統計を提供する。ただし、初期のP2Pによるファイルダウンロードが開始された後は、トラッカーへの接続なしでもピア同士の通信を継続できる。
近年のBitTorrentクライアントは、分散ハッシュテーブルやピア交換プロトコルを実装することにより、トラッカーを介さずにピアを発見できるようになっている。しかし、トラッカーは依然として多くのトレントに含まれており、ピアの発見速度を向上させている。

## パブリックトラッカーとプライベートトラッカー

### パブリックトラッカー
パブリックトラッカーまたはオープントラッカーは、既存のトレントにトラッカーのアドレスを追加することで誰でも使用可能であり、OpenBitTorrentのような新しく作成されたトレントでも使用できる。パイレート・ベイは、2009年に法的問題により無効化されるまで、最も人気のあるパブリックトラッカーの一つを運用していた。

### プライベートトラッカー
プライベートトラッカーとは、ユーザーがサイトに登録することを求めることによって利用を制限しているBitTorrentトラッカーである。多くのプライベートトラッカーで用いられている登録制御の方法は招待制であり、アクティブで貢献度の高いメンバーに新規ユーザーに登録権を与える権限が与えられるか、新規ユーザーがインタビューを受ける形式が採られる。

## 合法な利用
著作権で保護された資料またはその一部を合法的に配布できる状況はいくつか存在する。
- 自由な配布。著作権者は自身の作品の自由な配布を許可することができる。その目的のために、誰でも自分の資料をアップロードする際に使用できる専用の著作権ライセンスが存在する。このようなライセンスは、多数の著作権者が関与する状況、たとえばオンラインコミュニティなどでよく使用される。たとえば、テキスト、音声、映像、画像形式のフリーコンテント作品に対するクリエイティブ・コモンズライセンス群や、自由ソフトウェア／オープンソースソフトウェアに対するBSDライセンスなどのソフトウェアライセンスが該当する。ウィキペディア自体も同様の理由でBitTorrentを通じて配布可能である。
- パブリックドメイン。パブリックドメインにある、すなわち著作権法の対象とならない作品も合法的に配布可能である。たとえば、プロジェクト・グーテンベルクは著作権が消滅した古典的文化作品を定期的に収集・公開している（これは作品がかつて発表された国に依存する）。
- フェアユース。一部の国には著作権法においてフェアユース規定が存在し、特定の種類の著作物を法律違反とならずに利用・アクセスする権利が認められている。

また、「セキュア」なトラッカーシステムを用いて、BitTorrentを介して配布されるコンテンツを合法的に販売する実験も行われている。

## トレントの信頼性向上
トラッカーはBitTorrentスウォームが損なわれる主な原因である（その他の原因は、ほとんどが破損したクライアントまたはハッキングされたクライアントが破損データをアップロードすることに関係する）。トラッカーの信頼性は、BitTorrentプロトコルにおける2つの主要な革新によって改善された。

### マルチトラッカー・トレント
マルチトラッカー・トレントは、1つのトレントファイル内に複数のトラッカーを含む。これにより、あるトラッカーが機能しなくなった場合でも他のトラッカーがスウォームの維持を続けられるという冗長性が提供される。これの欠点は、単一のトレントに対して接続できるトラッカーが異なることで、複数の非連結スウォームが発生しうる点である。つまり、あるユーザーが特定のトラッカーには接続できるが、他のトラッカーには接続できない場合、スウォームが分断され、ファイル転送効率が低下する可能性がある。この効果は、ピア交換やDHTといった拡張機能によって軽減され、分断されたピアグラフを迅速に統合する。

### トラッカーレス・トレント
Vuze（旧称Azureus）は、分散ハッシュテーブル（DHT）方式を通じてこのようなシステムを最初に実装したBitTorrentクライアントである。これとは別に互換性のないDHTシステム「Mainline DHT」も同時期に開発され、後にBitTorrent（Mainline）、μTorrent、Transmission、rTorrent、KTorrent、BitComet、Delugeといったクライアントによって採用された。
現在の公式BitTorrentクライアント、μTorrent、BitComet、Transmission、BitSpiritはいずれもDHTと互換性を有している。両方のDHT実装はKademliaに基づいている。バージョン3.0.5.0以降、Vuzeは独自の分散データベースに加え、オプションのアプリケーションプラグインを介してMainline DHTもサポートしている。これにより、Vuzeクライアントはより大規模なスウォームにアクセス可能となる。
ほとんどのBitTorrentクライアントはまた、トラッカーやDHTに加えてピア交換（PeX）も使用してピアを集めている。ピア交換は、既知のピアに対して他のピアを知っているかどうかを確認するものである。Vuzeのバージョン3.0.5.0のリリースによって、すべての主要BitTorrentクライアントが互換性のあるピア交換を備えることとなった。

## IPv6対応
HTTPベースのトラッカープロトコルにおけるオプションの1つに「compact」フラグがある。このフラグはBEP 23にて定義されており、トラッカーが応答を簡素化するためにIPv4アドレスを4バイト（32ビット）のセットとしてエンコードすることを指定するものである。
しかしながら、IPv6アドレスは128ビット長であるため、「compact」を使用するとIPv6のサポートが壊れてしまう。この状況に対処するために、クライアントおよびトラッカーはIPv6においてcompactアナウンスを使用しないか、あるいはBEP 07を実装しなければならない。

## ソフトウェア
ディルク・エングリングによるopentrackerは、最大級のBitTorrentトラッカーであるパイレート・ベイトラッカーを動かしていた。
qBittorrentは、トラッカー機能を内蔵したオープンソースのBitTorrentクライアントである。
BitToriousは、ウェブベースの管理ポータルを統合した、商用サポート付きオープンソースのトラッカーである。